# Italiensehnsucht

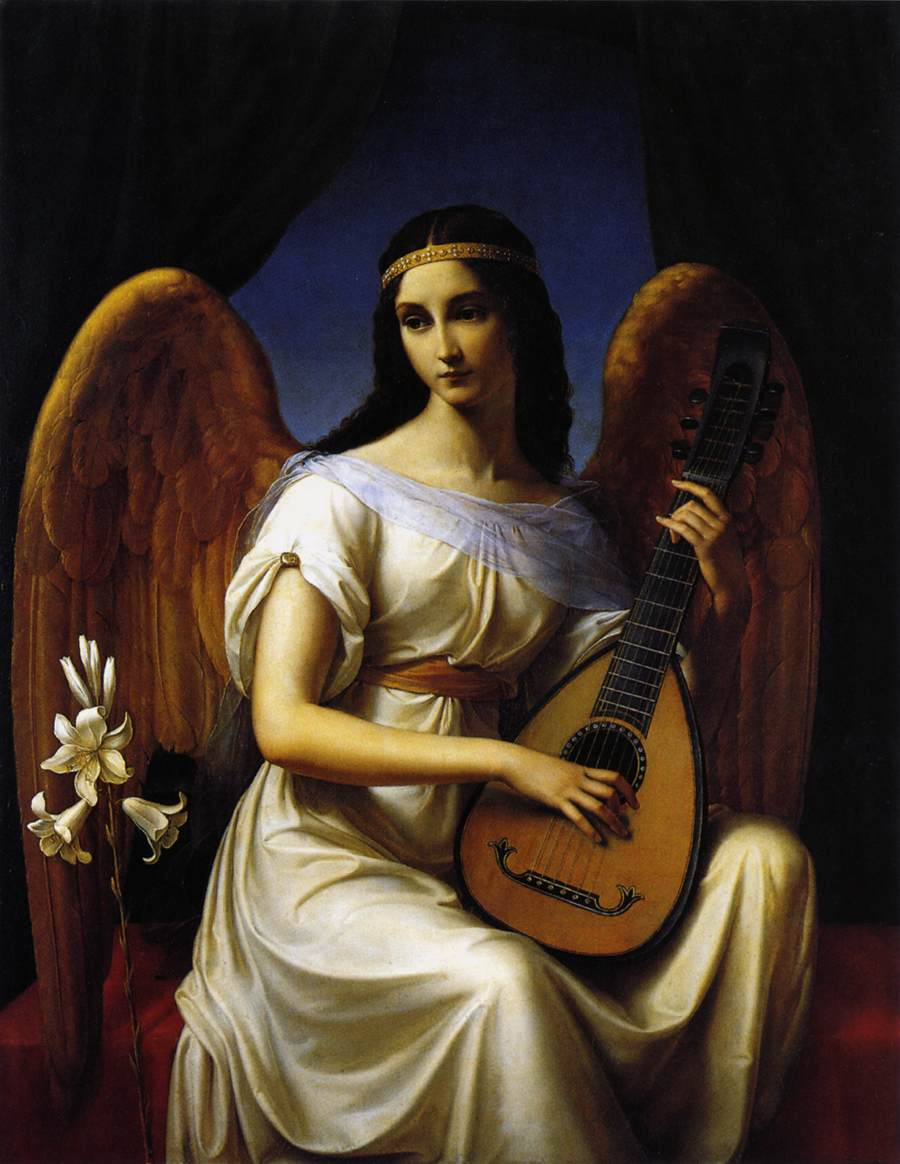
Nazarenische Allegorie der Italiensehnsucht: Mignon von Wilhelm von Schadow, 1828

Die Italiensehnsucht der Deutschen ist spätestens seit Goethes Italienischer Reise zum Topos, ja zum Inbegriff für Bildung schlechthin, geworden. Doch sie ist auf weit ältere Zeiten zurückzuführen und hatte bis in das 20. Jahrhundert eine große Bedeutung.

## Mittelalter
Das Heilige Römische Reich, das aus dem Reich Karls des Großen hervorging, verstand sich als Wiederherstellung und Fortsetzung des Imperium Romanum (daher römisch) unter christlichen Vorzeichen (daher heilig). Die Renovatio imperii war insbesondere das Programm Ottos III. und Friedrich Barbarossas und hatte ihren Fixpunkt in Italien, zunächst in Rom, wo durch den Papst die Kaiserwürde verliehen wurde, zu Barbarossas Zeiten dann in den oberitalienischen Städten, weil deren Steueraufkommen weit höher war als das des übrigen Reiches, später dann als Erinnerung an den alten Glanz des Stauferreiches unter Friedrich II., der in der Kyffhäusersage freilich mit Friedrich Barbarossa verschmolz.

## 18. und 19. Jahrhundert

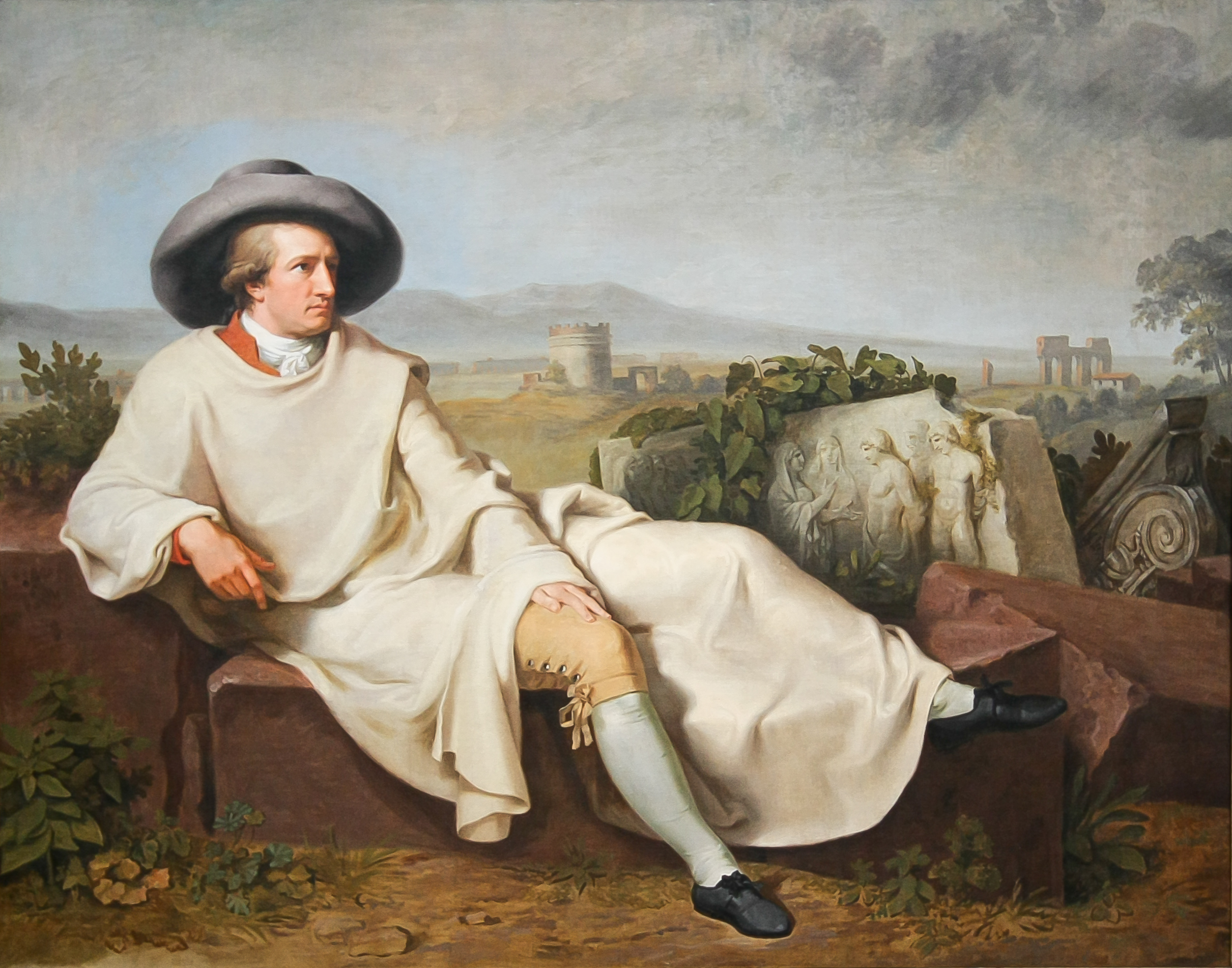
Goethe in der Campagna von Johann Heinrich Wilhelm Tischbein, 1787

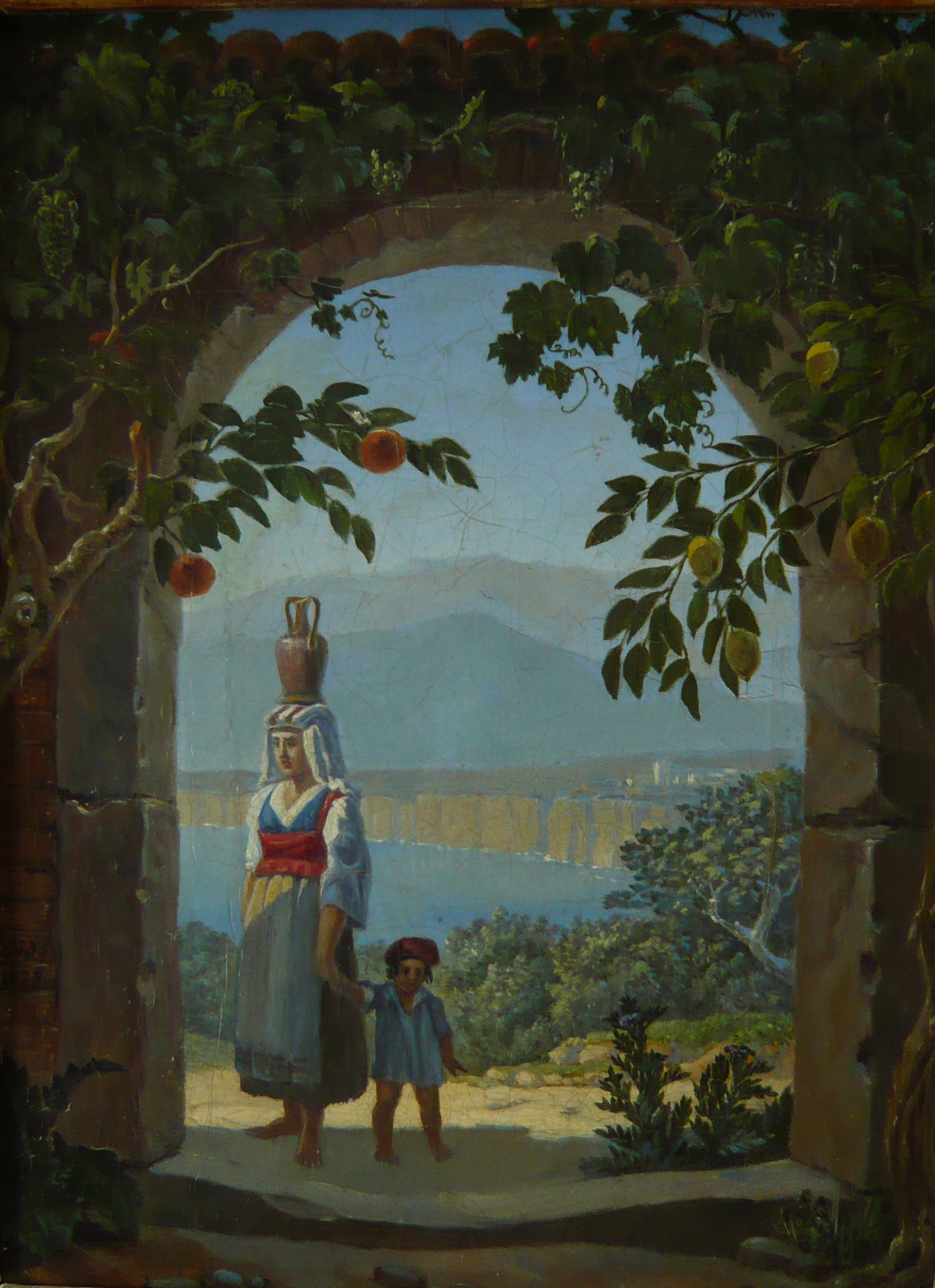
Erinnerung an Sorrent von Carl Gustav Carus, 1828

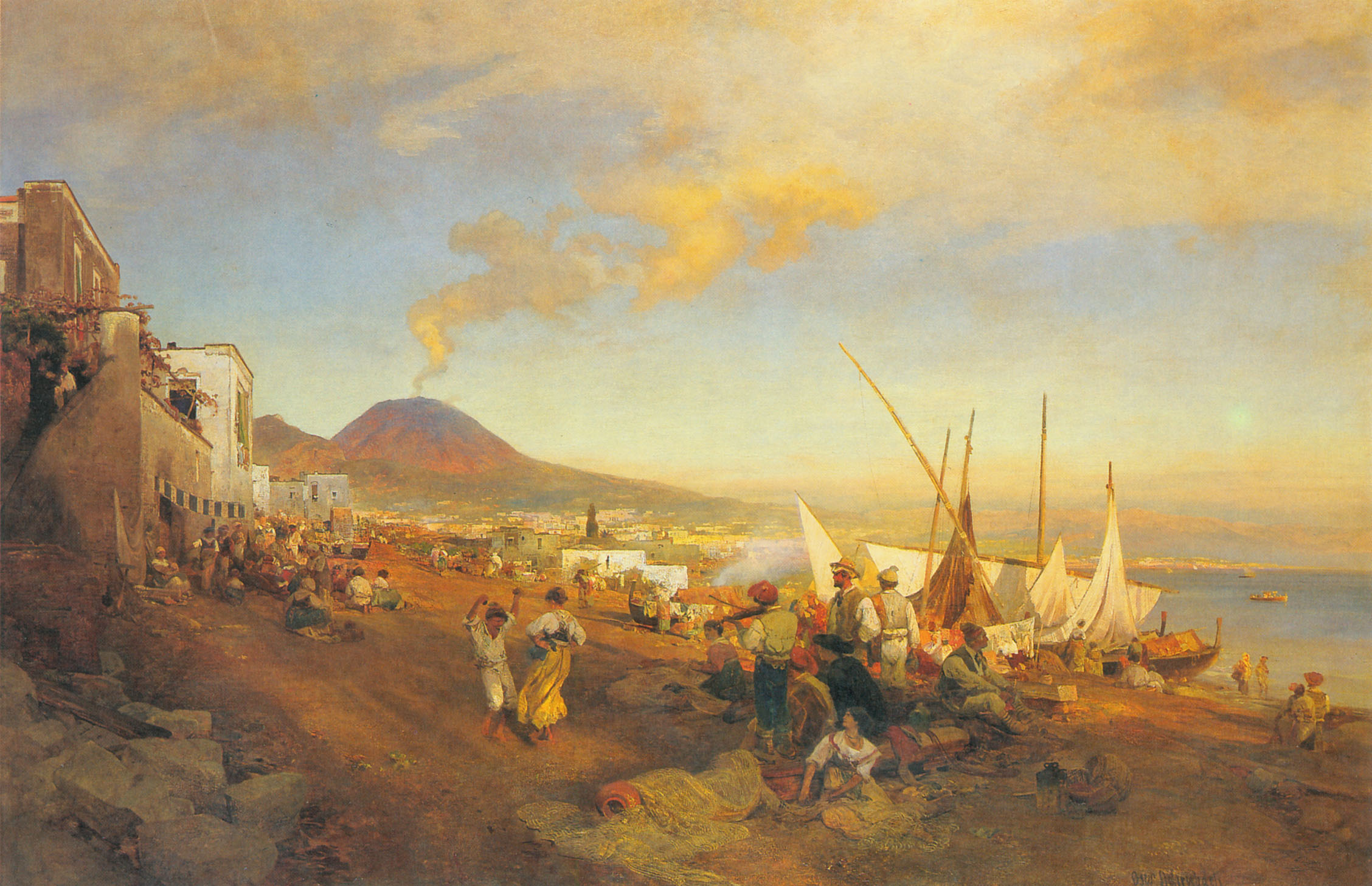
Am Strand von Neapel von Oswald Achenbach, zweite Hälfte des 19. Jahrhunderts

In der Renaissance wurde Italien zum Mittelpunkt der kulturellen Erneuerung und blieb daher bis ins 19. Jahrhundert der bevorzugte Studienort bildender Künstler. 
Das Ende des 18. und der Beginn des 19. Jahrhunderts, eine Epoche, die kunstgeschichtlich auch als Klassizismus bezeichnet wird, ist gekennzeichnet durch eine Italiensehnsucht beziehungsweise eine Sehnsucht nach den klassischen Altertümern. Das macht sich daran bemerkbar, dass viele Dichter, Maler, Bildhauer und Architekten nach Italien gegangen sind und sich als Deutschrömer in Rom niederließen, um sich in der Originallandschaft ihren Eindruck zu verschaffen. Außer der räumlichen Nähe war Italien auch deswegen bevorzugt, weil Griechenland zu dieser Zeit Teil des Osmanischen Reichs und daher sehr viel schwieriger zu bereisen war. Um Spuren der griechischen Kultur zu sehen, suchte man daher die ehemaligen griechischen Kolonien in Unteritalien und Sizilien auf. 

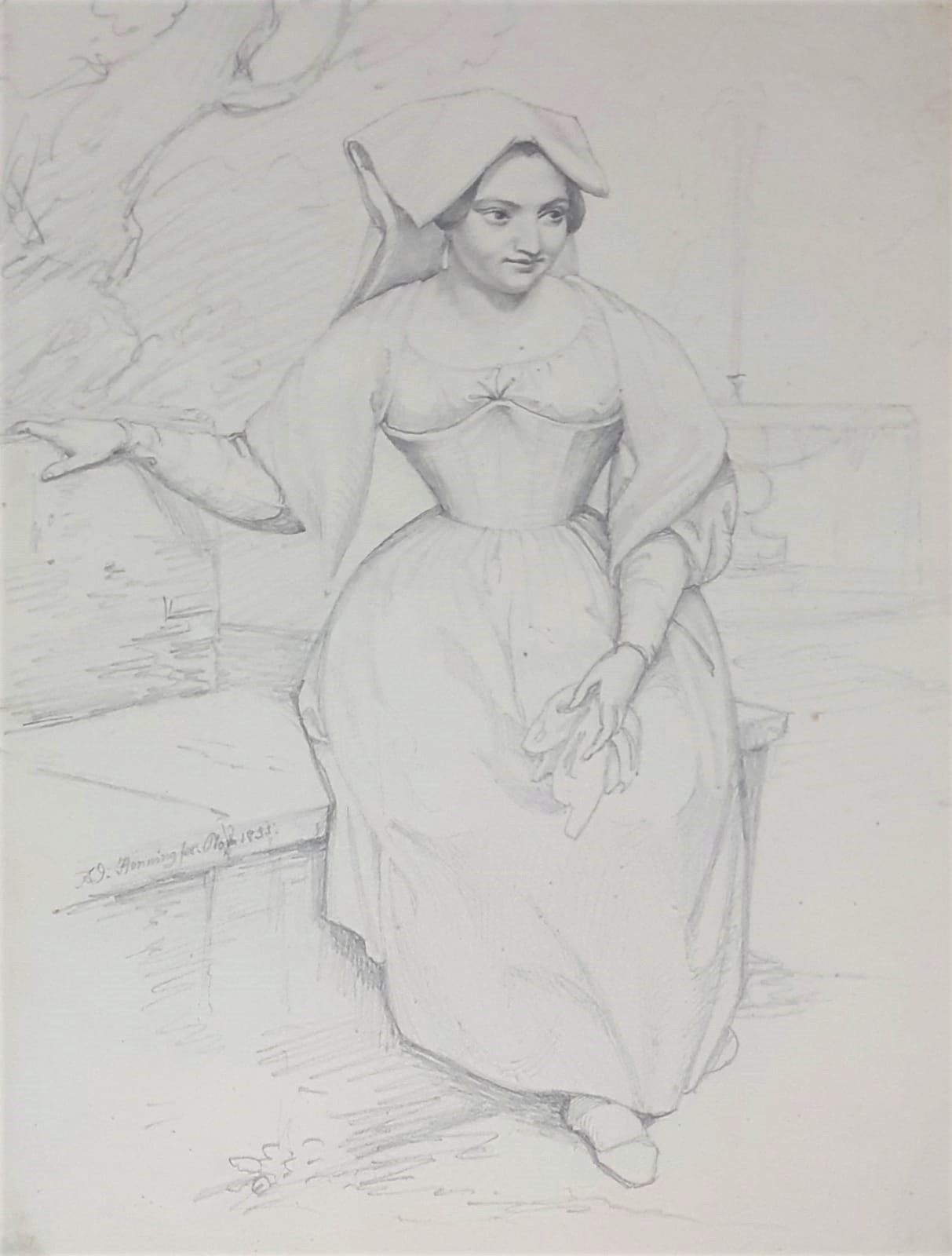
Der deutsche Künstler Adolf Henning erreichte zusammen mit seinem Malerfreund Heinrich Mücke im Herbst 1833 Rom. Sofort begann er, mit dem berühmten Modell Fortunata Segatori zusammenzuarbeiten. Dieses Modell hatte eine zentrale Bedeutung für die deutschrömischen Künstler und verkörperte ein weibliches Ideal ihrer „Italiensehnsucht“. – Die Bleistiftzeichnung ist signiert und mit dem Zusatz „Rom 1833“ versehen (Privatsammlung Deutschland); zeitgleich begann er die Arbeit an dem Ölporträt „Fortunata Segatori als Dichterin“, das sich heute im Thorvaldsen Museum in Kopenhagen (Dänemark) befindet.

Zu den Schriftstellern und bildenden Künstlern, die Italien  bereisten, gehörten Jacob Philipp Hackert, Johann Heinrich Wilhelm Tischbein, Johann Wolfgang Goethe, Christoph Heinrich Kniep, Johann Gottfried Seume, Carl Gustav Carus, Johann Wilhelm Schirmer, Oswald Achenbach, Arnold Böcklin, Albert Flamm und viele andere. Eine besondere Gruppe in der Bildenden Kunst waren die Nazarener, die eine christliche Erneuerung der Kunst nach dem Vorbild alter italienischer Meister anstrebten. Sie alle hielten ihre Eindrücke dort fest, in Wort und Bild. Die Italienische Reise Goethes ist wohl die berühmteste aller dieser Reiseschilderungen. Zu erwähnen ist hierbei auch Johann Hermann Riedesel, der einen seinerzeit sehr geschätzten Reiseführer schrieb. In diesen Kontext gehören auch die Italienreisen einiger deutscher Fürsten wie auch Anna Amalie von Sachsen-Weimar-Eisenach und Wilhelmine von Bayreuth. Die Antikensammlungen an Fürstenhöfen wie auch das Anlegen von Landschaftsgärten lassen sich ebenfalls als Äußerungen jener Italiensehnsucht werten. Es war durchaus vorgekommen, dass bedeutende Persönlichkeiten sich durch Maler in Italien darstellen ließen. So malte z. B. Tischbein Goethe und Herzogin Anna Amalia. 
Die antiken Stätten waren zu dieser Zeit auch Gegenstand der Betrachtungen des Archäologen Johann Joachim Winckelmann. Auch Architekten und Bauforscher wie Leo von Klenze, Friedrich von Gärtner und Karl Friedrich Schinkel studierten die Architektur der Magna Graecia. Schinkel erhielt von Carl von Preußen nach dessen Italienreise (1822) den Auftrag, das Schloss Glienicke bei Potsdam nach dem Schema einer italienischen Villa umzubauen, um des Prinzen „Traum von Italien“ zu verwirklichen. Auch außerhalb Deutschlands wurden derartige Konzepte realisiert, etwa ab 1845 das Osborne House für Victoria von Großbritannien und Irland und ihren Gemahl Albert von Sachsen-Coburg und Gotha. 
Auch  Musiker des 19. Jahrhunderts wurden stark durch Italienaufenthalte geprägt. Felix Mendelssohn Bartholdy schrieb nach einer Italienreise seine Italienische Sinfonie, Richard Wagner wurde in Italien für seinen Ring des Nibelungen inspiriert, während seine Oper Rienzi nur vom Stoff her auf Italien Bezug nimmt.
Deutschsprachige Künstler, die sich zum Studium in Rom aufhielten, gründeten 1845 dort auf der Grundlage der 1813/1814 entstandenen Ponte-Molle-Gesellschaft den Deutschen Künstlerverein.

## 20. Jahrhundert
Im 20. Jahrhundert kam die deutsche Sehnsucht nach Italien in zahlreichen romantischen Schlagern zum Ausdruck. In den späten 1940er Jahren wurde das Lied Capri-Fischer in der Aufnahme von Rudi Schuricke zu einem Welterfolg.